# Nationalversammlung (Dschibuti)
Die Nationalversammlung von Dschibuti (französisch Assemblée Nationale; arabisch الجمعية الوطنية, DMG al-Ǧamʿiyya al-waṭaniyya) ist die einzige Kammer des Parlaments von Dschibuti.
Ihr gehören 65 Abgeordnete an, die jeweils für fünf Jahre gewählt werden.
Die Wahlen am 8. Februar 2008 wurden von der Opposition boykottiert, und sämtliche Sitze gingen an die Regierungskoalition Union pour la majorité présidentielle (UMP). Neun Abgeordnete waren Frauen, was einem Anteil von 13,85 % entsprach. Bei der Parlamentswahl 2013 erhielt die UMP 43 von 65 Sitzen, bei der Wahl 2018 57 Sitze.
Idriss Arnaoud Ali war Parlamentspräsident von 2003 bis zu seinem Tod 2015. 

## Parlamentsgebäude
Der Sitz der Nationalversammlung befindet sich in der Hauptstadt Dschibuti.
Der Neubau ersetzte 2010 das frühere Gebäude. Der neue Parlamentssitz wurde vollständig von der Islamischen Republik Iran finanziert und 2014 eingeweiht.

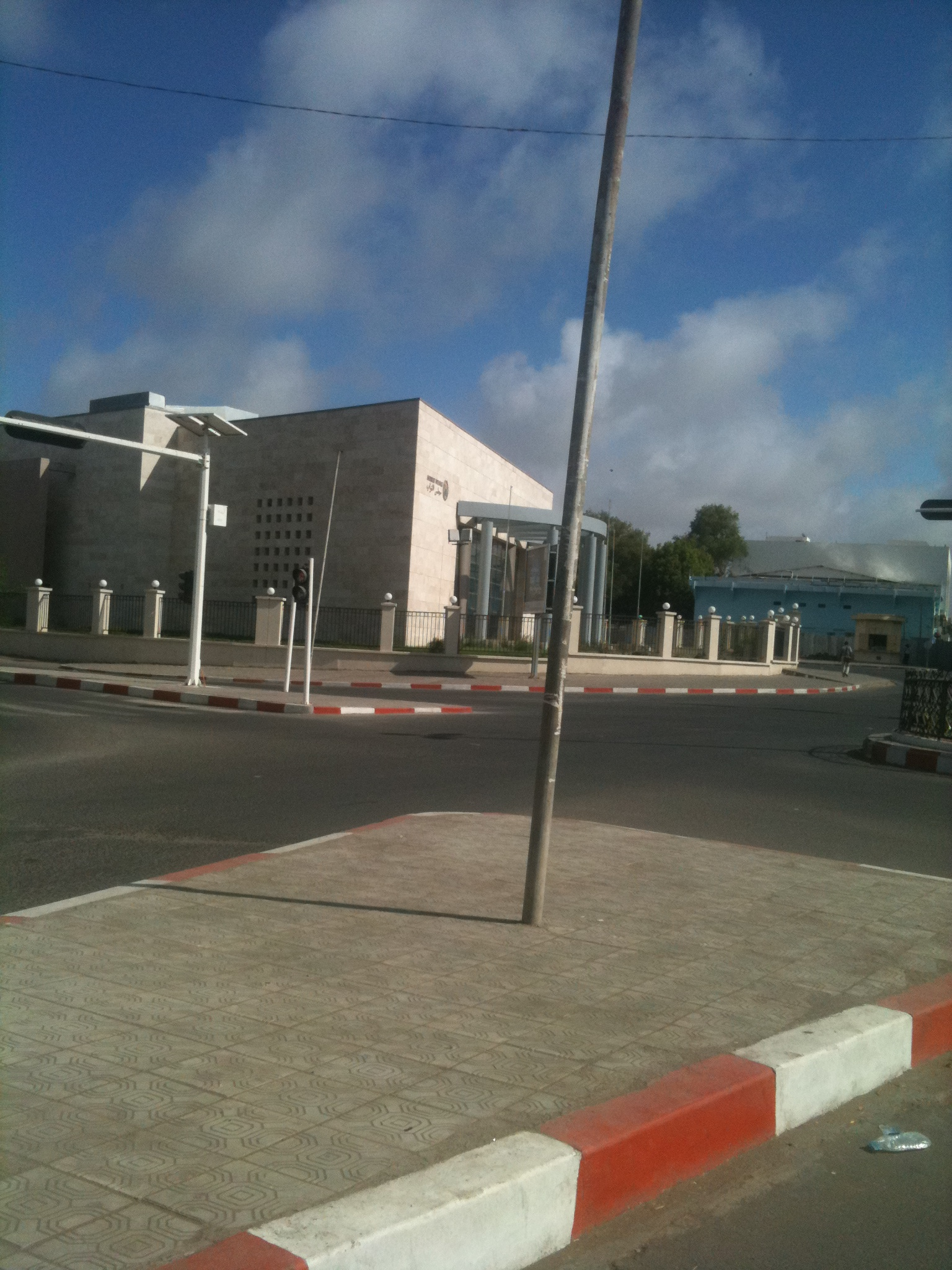
Parlamentsgebäude, 2013
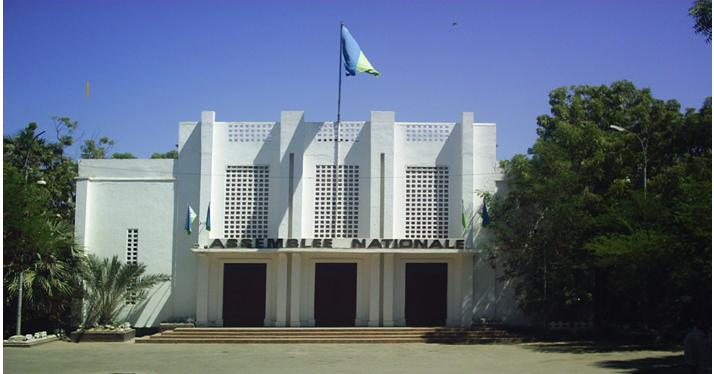
Früheres Gebäude, vor 2010